# Cucumis aetheocarpus
Cucumis aetheocarpus är en gurkväxtart som först beskrevs av Charles Jeffrey, och fick sitt nu gällande namn av Ghebret. och Thulin. Cucumis aetheocarpus ingår i släktet gurkor, och familjen gurkväxter. Inga underarter finns listade i Catalogue of Life.